# Хугуань
Хугуа́нь (спрощ.: 壶关县; піньїнь: Húguān xiàn) — повіт міського округу Чанчжи, що в китайській провінції Шаньсі.

## Адміністративний поділ
Повіт поділяється на 5 селищ і 7 волостей.